# Elezioni regionali nelle Marche del 2025
Le elezioni regionali nelle Marche del 2025 si terranno il 28 e 29 settembre per eleggere il consiglio regionale e la Presidenza della giunta regionale delle Marche. Saranno le seconde elezioni regionali del 2025 in Italia.

## Contesto
Alle precedenti elezioni regionali, tenutesi nel settembre del 2020, aveva vinto la coalizione di centro-destra, che sosteneva il candidato presidente Francesco Acquaroli (FdI), con il 49,13% dei voti. Secondo era arrivato il candidato del centro-sinistra, e terzo il candidato del Movimento 5 Stelle. Acquaroli è stato il prima esponente del centro-destra ad essere eletto Presidente della giunta regionale delle Marche.

## Legge elettorale

Mappa delle circoscrizioni elettorali al momento delle elezioni

Il territorio della regione Marche è ripartito in circoscrizioni elettorali corrispondenti alle rispettive province. Il Consiglio regionale è composto da 30
consiglieri e dal Presidente della Giunta regionale. La ripartizione dei seggi tra le circoscrizioni è effettuata dividendo il numero degli abitanti della regione per il numero dei seggi da ripartire all'interno delle circoscrizioni provinciali, assegnando i seggi in proporzione alla popolazione di ogni circoscrizione, sulla base dei quozienti interi e dei più alti resti. La popolazione è determinata in base ai risultati dell'ultimo censimento generale.
Con decreto del Presidente della giunta regionale del 21 luglio 2025, è stata determinata l'assegnazione dei seggi per circoscrizione.
| Circoscrizioni | Popolazione al 31 dicembre 2021 | Quoziente regionale: 49 572 | Quoziente regionale: 49 572 | Seggi assegnati |
| Circoscrizioni | Popolazione al 31 dicembre 2021 | Quozienti interi            | Resti                       | Seggi assegnati |
| --- | ------------------------------- | --------------------------- | --------------------------- | --------------- |
| Ancona | 461 687                         | 9                           | 15 542                      | 9               |
| Ascoli Piceno | 202 365                         | 4                           | 4 078                       | 4               |
| Fermo | 168 294                         | 3                           | 19 579*                     | 4               |
| Macerata | 304 986                         | 6                           | 7 556                       | 6               |
| Pesaro e Urbino | 349 818                         | 7                           | 2 816                       | 7               |
| Marche | 1 487 150                       |                             |                             | 30              |
| *Sono contraddistinti da un asterisco i resti più alti che hanno comportato l'assegnazione di un ulteriore seggio alla circoscrizione. |                                 |                             |                             |                 |

## Candidati e liste

### Coalizione di centro-destra
Il presidente della regione uscente, Francesco Acquaroli (FdI), sostenuto dalla coalizione di centrodestra, annuncia a Senigallia, il 12 aprile 2025, la sua ricandidatura ufficiale alle elezioni regionali per un secondo mandato.
Francesco Acquaroli è sostenuto da una coalizione di centro-destra composta da Fratelli d'Italia, Lega, Forza Italia (che comprende anche il partito Base Popolare, guidato dall'ex presidente della Regione Gian Mario Spacca), Unione di Centro, Noi Moderati e le liste civiche "Civici per le Marche" e "Marchigiani con Acquaroli".

### Coalizione tra centro-sinistra e M5S
Matteo Ricci (PD), europarlamentare ed ex sindaco di Pesaro, annuncia la sua candidatura ufficiale il 21 marzo a Osimo.
Matteo Ricci è sostenuto da una coalizione composta da Partito Democratico, Movimento 5 Stelle, Alleanza Verdi e Sinistra, "Progetto Marche" (lista moderata che comprende Italia Viva, il movimento civico Voce alle Marche, alcuni dissidenti di Base Popolare, Democrazia Solidale e il Movimento dei Popolari), "Avanti con Ricci" (lista riformista composta da +Europa, PSI, Marche Civiche, membri di Azione, Movimento Socialista Liberale, PRI e Volt Italia), "Pace Salute Lavoro" (lista di sinistra composta dal movimento regionale Dipende da Noi e dal Partito della Rifondazione Comunista) e la lista civica "Matteo Ricci Presidente".

### Altri candidati
- Claudio Bolletta, sostenuto da Democrazia Sovrana Popolare[6]

- Francesco Gerardi, sostenuto dalla lista "Forza del Popolo"[6]

- Lidia Mangani, consigliera comunale di Ancona sostenuta dal Partito Comunista Italiano[6]

## Campagna elettorale
Il 23 luglio 2025, Ricci riceve un avviso di garanzia, che lo informa di essere indagato dalla procura di Pesaro riguardo all'inchiesta "Affidopoli" per presunte irregolarità nel sistema degli affidamenti pubblici verificatesi durante il suo mandato da sindaco della città. Ricci nega le accuse, ma nonostante ciò, il M5S chiede chiarimenti e il presidente Giuseppe Conte dichiara di voler leggere le carte processuali della procura contro di lui per decidere se continuare a sostenerlo per le elezioni. Dopo la lettura, il partito rinnova il suo supporto al candidato, sostenendo che non c'è nessun motivo per fare il contrario.
Successivamente, il 4 agosto 2025, in una conferenza del centrodestra tenuta ad Ancona durante la campagna elettorale, viene annunciato dalla presidente del consiglio Giorgia Meloni che le Marche e l'Umbria entreranno nella ZES, ovvero la Zona economica speciale, un progetto che mira allo sviluppo economico e che era inizialmente dedicato esclusivamente alle regioni meridionali, ma ora esteso anche a parte dell'Italia centrale.

## Sondaggi

### Candidati presidente
| Data              | Istituto | Committente  | Campione | Margine di errore | Acquaroli | Ricci     | Ricci     | Bolletta | Gerardi | Mangani | Astenuti/ incerti |
| Data              | Istituto | Committente  | Campione | Margine di errore | CDX       | CSX       | M5S       | Bolletta | Gerardi | Mangani | Astenuti/ incerti |
| ----------------- | -------- | ------------ | -------- | ----------------- | --------- | --------- | --------- | -------- | ------- | ------- | ----------------- |
| 11-12 luglio 2025 | IZI Spa  | IZI Spa      | 1000     | ±3,0              | 49,5      | 50,5      | 50,5      | –        | –       | –       | 36,3              |
| 16-17 giugno 2025 | Tecné    | Agenzia DIRE | 1009     | ±3,1              | 50,5-54,5 | 45,5-49,5 | 45,5-49,5 | –        | –       | –       | 46,0              |
|                   |          |              |          |                   |           |           |           |          |         |         |                   |